# Diclorometano
Diclorometano é um hidrocarboneto clorado, fórmula química CH2Cl2 , peso molecular 84,93 g/mol. É um líquido incolor e volátil. É amplamente utilizado como solvente, pois é considerado um dos compostos organoclorados menos perigosos, apesar de o seu limiar de aroma (214 ppm) indicar que já se ultrapassou o Valor Limite de Exposição (VLE) cerca de 4 vezes (50 ppm). É imiscível em água e dissolve a maioria dos solventes orgânicos.
O diclorometano foi preparado pela primeira vez pelo químico francês Henri Victor Regnault, que o isolou a partir de uma mistura de clorometano e cloro que tinha sido exposta à luz directa do sol.
A sua produção em 1995 cifrou-se em cerca de 500.000 ton.

## Produção
O diclorometano é produzido por uma reacção química com cloreto de metilo ou metano com cloro a 400–500 °C. A estas temperaturas tanto o cloreto de metilo ou o metano sofrem uma série de reacções que progressivamente produzem mais produtos clorados.
CH4 + Cl2 → CH3Cl + HCl
CH3Cl + Cl2 → CH2Cl2 + HCl
CH2Cl2 + Cl2 → CHCl3 + HCl
CHCl3 + Cl2 → CCl4 + HCl
O resultado destes processos é uma mistura de cloreto de metilo, diclorometano, clorofórmio, tetracloreto de carbono. Estes compostos são mais tarde separados através de destilação.

## Utilizações
A volatilidade e capacidade para dissolver uma larga gama de composto orgânicos do diclorometano, torna-o um solvente ideal para muitos processos químicos. No entanto, as preocupações sobre os seus efeitos na saúde humana levaram a uma procura por alternativas ao seu uso.
É amplamente usado como decapante e desengordurante. Na indústria alimentar é usado para descafeinar café e para preparar extratos de Lúpulo e outros aromas. A sua volatilidade levou a que seja usado como agente propulsor de aerossóis e agente de expansão de espumas de poliuretano.
Usado largamente na industria de plásticos para colar Termofixos:
Poliuretano (PR)
Resina Epóxica
Resina Fenólica